# Gynoplistia forceps
Gynoplistia forceps là một loài ruồi trong họ Limoniidae. Chúng phân bố ở miền Australasia.